# Jane Frances Abodo
Jane Frances Abodo, est une avocate et juge ougandaise. Depuis 2020, elle est directrice des poursuites publiques (en) en Ouganda, après avoir été juge à la Haute Cour (en).

## Contexte et éducation
Abodo est née dans la sous-région de Karamoja, la 9e née parmi 62 frères et sœurs. Elle est titulaire d'un baccalauréat en droit de l'Université Makerere, la plus ancienne et la plus grande université publique du pays. Elle est également titulaire d'un diplôme de troisième cycle en pratique juridique, obtenu auprès du Law Development Centre (en), à Kampala. Son diplôme de Master of Laws est décerné par le Trinity College Dublin, en Irlande,,.

## Carrière

### En tant qu'avocate
Abodo travaille au bureau du Director of Public Prosecutions (en) (DPPà pendant huit ans, à partir de 2007 environ. Elle commence comme procureure stagiaire et a progressivement gravi les échelons, de procureure générale, procureure principale, procureure principale, DPP adjointe à DPP adjointe principale. Au moment où elle est nommée juge à la Haute Cour (en), Abodo est assistante principale du DPP et est à la tête du bureau de lutte contre la corruption au bureau du DPP.

### En tant que juge
En février 2018, Abodo est nommée juge à la Haute Cour d'Ouganda (en), dans la division criminelle du tribunal. Elle prête serment le 23 mars 2018, par le président Yoweri Museveni de l'Ouganda, à State House Entebbe,. Elle est affectée à la division criminelle de la Haute Cour et occupe ce poste jusqu'à sa dernière affectation,.
Après vérification par le parlement ougandais, elle remplace Michael Chibita (en), qui est nommé à la Cour suprême de l'Ouganda (en) en décembre 2019,.
Le 2 avril 2020, elle est nommée directrice des poursuites publiques (en) (DPP) en Ouganda.

## Autres considérations
En 2015, Abodo est reconnue par l'Uganda Law Society (en) (ULS) comme le meilleur procureur de l'année. Cette année-là, son bureau a enregistré les taux de condamnation les plus élevés du pays.
L'une des affaires pénales récentes qu'elle a traitées est celle de State vs Godfrey Wamala Troy. Lors d'une audience criminelle qui s'est tenue dans la ville d'Entebbe, la juge Jane Frances Abodo a déclaré Godfrey Wamala Troy coupable d'homicide involontaire en relation avec le meurtre du chanteur Mowzey Radio (en) dont le vrai nom était Moses Ssekibogo. Elle a condamné le coupable à 14 ans de prison,.